# باب المقام
باب المقام هو باب من أبواب مدينة حلب القديمة في سوريا.

## تاريخ
يبدو أن باب المقام قديم، ولكن جرى تجديد بنائه عدة مراتٍ، إحداها أيام المرداسيين سنة 420هـ، ثم جدده الملك نور الدين زنكي (511-569هـ/1118-1174)، ثم اتخذ شكله الحالي عندما أعاد بناءه حاكم حلب الملك الظاهر غازي (حكم 581-613هـ/1186-1216) وانتُهي منه أيام ابنه الملك العزيز بن الظاهر غازي. سُمّيَ الباب بباب المقام لأنه يتجه إلى المقام الذي ينسب إلى النبي إبراهيم الخليل والموجود في جنوب مدينة حلب، والمسمى كذلك مقام الصالحين.

## حي باب المقام
يُنسب هذا الحي إلى باب المقام أحد أبواب حلب ومنه يتجه المرء إلى مقام الصالحين، وكان الباب يُدعى أيضاً بـ ( باب نفيس ) و ( الباب القبلي ) فهو من الجهة الجنوبية من المدينة .
يقوم الحي على طرفي الجادة العُظمى بين الباب المذكور و قلعة حلب ويضم : حارة الحوارنة، ولا يزال يحافظ على نسيجه العُمراني القديم إلى اليوم . فالأبنية الحديثة فيه قليلة جداً والمحلة بالتالي تحافظ على أبنيتها القديمة وأوابدها التاريخية وأزقتها الضيقة الملتوية .
أهم أوابد الحي الأثرية هو : مسجد ومقام الأربعين . وقد بُني في القسم الغربي من الباب الأثري، ويُحكى أنَّ أربعين قِطباً من الأولياء قد دُفِنوا فيه، وعلى الجانب الشرقي من الباب قسطل بناه المقر السيفي الأشرفي نائب القلعة عام : 831هـ - 1428م. هُدِمَ مؤخراً، ولكن كتابته باقية. ووراء القسطل مسجد وتكيّة أُقيما في البرج الشرقي يُقام فيها الذكر منذُ القديم .
ذكر المؤرخ ابن شداد المتوفي سنة: 1285م. وجود أحد عشر حمّاماً في المحلة . ويبدو أنها دُثرت منذ القديم، والحمَّام الباقية إلى اليوم والتي لا تزال تعمل هي حمام المالحة التي بُنيت عام 1711م. وكانت وفقاً خيرياً .
أيضاً من أهم الأوابد التاريخية جامع الطوشي ، وبني في منتصف القرن الثامن الهجري، الرابع عشر ميلادي . ومسجد أصلان الصغير في حارة الحوارنة، وعليه كتابات تُفيد أنَّ إنشاءه تمَّ في عهد صلاح الدين يوسف حفيد صلاح الدين الأيوبي ، ولا يزال قائماً عامراً بالمصلين .
أجمل آثار حي باب المقام هي : سبيل البيك في مدخل حارة الحوارنة، وتُزينهُ زخارف جميلة وشبابيك حديدية يُنسب بناؤها إلى أحمد بيك بن إبراهيم باشا عام: 1828م. وما زالت الكتابة موجودة على جدرانه فضلاً عن القائم ( وهو موضع توزيع مياه القانة في الحي ) .
إلى جانب السبيل مدرسة الدفتردار ، وهي دار واسعة استعملت فيما بعد للسكن .
إنَّ أبنية الحي الأخرى من أبنية ومقاهي لا تزال قائمة، وإن تغيَّر استعمالها حالياً . وفي الحي مداران لطحن البرغل والعدس سابقاً، تم تحويلها حديثاً إلى مطحنة كهربائية حديثة .

## أقسام الباب
يتألف باب المقام من ثلاثة مداخل أو ثلاثة أبواب تتجه نحو الجنوب وكان الباب الأوسط الكبير مخصص لمرور العربات والفرسان والقوافل التي كانت تزدحم أبواب حلب بها كل صباح والبابين في كل جانب مخصصين لمرور المشاة والعابرين والمسافرين، ويؤدى باب المقام كما باقي أبواب حلب إلى وسط المدينة القديمة، وتحكي جنبات باب المقام جزء من التاريخ في مدينة من أعرق مدن العالم وبالقرب منه الكثير من الآثار والأبنية التاريخية الهامة.